# Friedrich I, Công tước xứ Württemberg

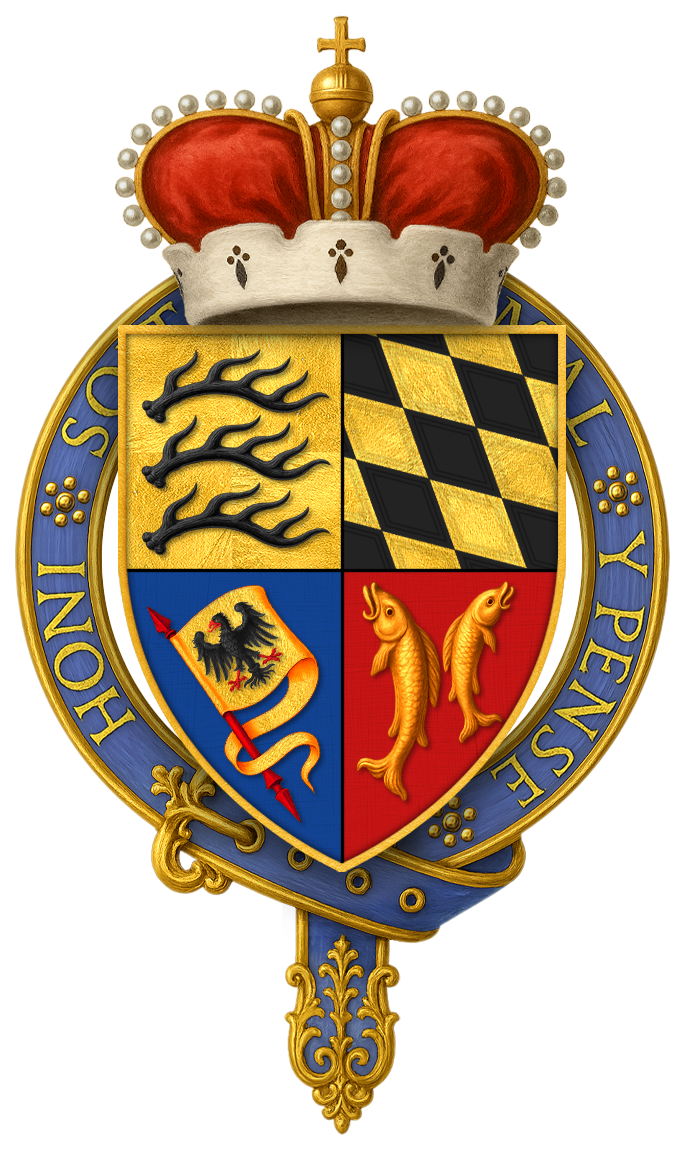
Gia huy của Friedrich I, Công tước Württemberg, KG

Friedrich I (19 tháng 8 năm 1557 – 29 tháng 1 năm 1608) là Công tước cai trị xứ Württemberg. Ông con trai của George xứ Mömpelgard với Barbara xứ Hesse, con gái của Philip I xứ Hessen.